# Somat

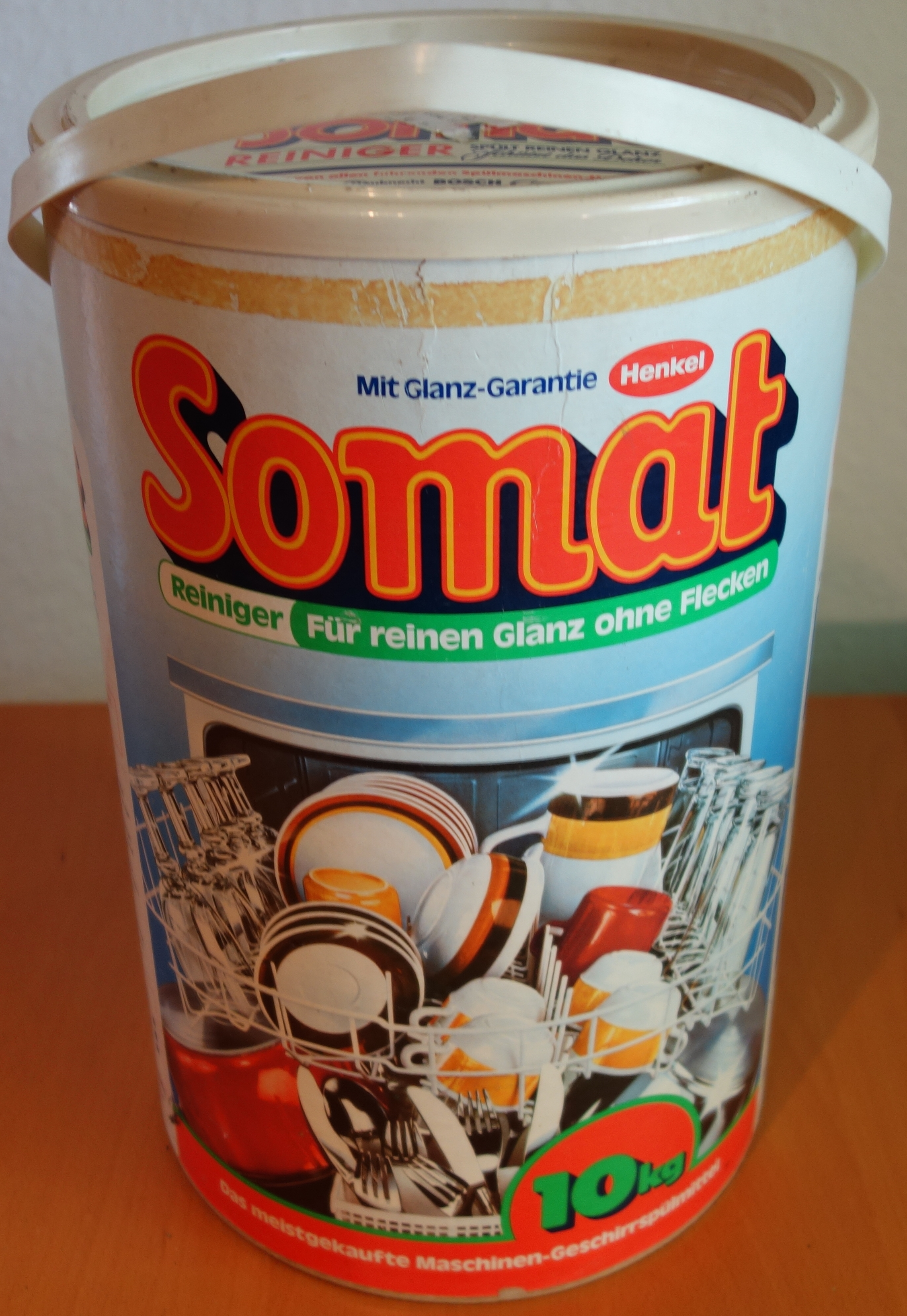
Verze balení výrobku Somat firmy Henkel pro německý trh.

Somat je obchodní značka německé společnosti Henkel AG & Co KGaA  pro mycí prostředky a přídavné mycí prostředky do myčky na nádobí. V současnosti jsou výrobky Somat dostupné v západní, střední i východní Evropě a v Turecku.[zdroj?]

## Vývoj značky
V roce 1962 byly mycí prostředeky značky Somat uvedeny na německý trh. Zpočátku byly k dispozici dva produkty: Somat mycí prostředek ve formě prášku a Somat oplachovač. V roce 1976 byla představena Somat sůl, a dále Somat čistič myčky v roce 1982. Na konci 80. let začal prodej mycích prostředků do myčky na nádobí ve formě tablet. Značka Somat vstoupila na český trh v roce 1994 s produkty Somat prášek, sůl a oplachovač.
Od roku 1999 jsou prodávány tablety Somat s více funkcemi v jedné tabletě. V roce 2007 byl ve střední a východní Evropě zahájen prodej výrobků řady Somat 7, jednotlivé produkty obsahovaly tyto funkce: mycí prostředek, funkce oplachovače, funkce soli, odstraňovač skvrn, ochrana myčky, posilovač mycí síly a efekt přemývání.
O rok později, v roce 2008, byly uvedeny na trh tablety Somat Perfect s technologií Multi-enzyme obsahující enzym a patentovaný katalyzátor, v roce 2009 potom tablety Perfect (Multi-Perfect) aktivující čisticí přísady od 40 °C. Ve stejném roce začal prodej tekutých mycích prostředků Somat Multi-Perfect gel. 